# اندیس میرآباد۲
میرآباد۲ یک اندیس فلزی است که در حوالی شهر نوک آباد استان سیستان و بلوچستان قرار دارد و مادهٔ معدنی موجود در آن، مس است.  